# Charles Morel
Charles Morel és un personatge d'A la recerca del temps perdut de Marcel Proust.
És fill del criat de l'oncle Aldolphe, l'oncle del narrador. Es presenta per primera vegada a aquest últim en aquesta condició, però ell el tracta gairebé com un igual, mentre que les convencions socials de l'època haurien volgut que li parlés en tercera persona. Es mostra extremadament ambiciós. Violonista amb el primer premi de conservatori, es revelarà violent i potser pedòfil.
Del punt de vista de l'estudi literari, Morel és sovint associat a Albertine, amb la qual hauria organitzat orgies, i de la qual seria d'alguna manera el doble.
Fa també part de la sèrie dels "Charles": Charles Swann, el baró de Charlus, però també el narrador que Agostinelli (un model d'Albertine) anomena Charmel.

## Intèrprets en adaptacions cinematogràfiques
- Vincent Perez a El temps recobrat de Raoul Ruiz (1999)
- Vincent Heden a À la recherche du temps perdu de Nina Companeez (2011)